# オラホドガ事件
オラホドガ事件（-じけん）は、昭和10年（1935年）12月19日から翌年2月15日までの間、日本・満州国と外蒙古の間で起きた軍事紛争である。

## 概要
昭和10年12月19日、ボイル湖西方の国境付近を警備中の満州国軍（満軍）は、外蒙軍から攻撃を受けた。満軍は、敵兵10名を捕虜にして撃退した。その5日後に、外蒙軍はトラック60台の増援部隊を派遣して再び攻撃してきたが、満軍は3名が戦死する損害を受けながらも国境を守った。
翌昭和11年（1936年）1月7日、外蒙古は軽爆撃機を飛ばして偵察するとともに、騎兵などの小部隊を越境させて地雷敷設など挑発行為を繰り返した。1月22日には、日本軍・満軍の共同警備部隊がトラック3台で行動中、外蒙軍と交戦した。外蒙軍は兵力100名以上に達し、装甲車も繰り出した。
2月8日、日本の関東軍は、杉本泰男中佐を司令官とする杉本支隊を出動させた。杉本支隊は、騎兵第14連隊を基幹とし、全軍が乗車編制で軽装甲車を伴った。12日に杉本支隊はオラホドガに到着し、約2時間の激戦の末、騎兵140名・自動車3台・騎兵砲などを有する外蒙軍を撃攘した。杉本支隊の損害は、軽装甲車1両炎上・1両損傷、戦死8名・負傷4名であった。任務を終えて帰還しようとする杉本支隊に対し、外蒙軍は装甲車部隊で追撃し、爆撃も行った。13日、関東軍参謀副長の板垣征四郎少将は、現地に飛んで杉本支隊を激励した。杉本支隊の将兵は勇戦し、外蒙軍の装甲車を鹵獲した。
2月15日、満軍の監視部隊を残し、杉本支隊はハイラルへ凱旋した。その後、タウラン事件が起きた。